# Duchnice
Duchnice is een plaats in het Poolse district  Warszawski zachodni, woiwodschap Mazovië. De plaats maakt deel uit van de gemeente Ożarów Mazowiecki en telt 330 inwoners.